# Estela Sánchez Quintanar
Estela Sánchez Quintanar (Ciudad de México, 1930) es una bioquímica mexicana, profesora emérita de la Facultad de Química de la Universidad Nacional Autónoma de México (UNAM), pionera de la bioquímica vegetal en el país y la primera mexicana en obtener el grado de doctora en bioquímica.

## Biografía
Estela Sánchez Quintanar nació en la Ciudad de México en 1930. Realizó sus estudios de bachillerato en la Escuela Nacional Preparatoria en San Ildefonso (1948-1950), y obtuvo el título de Químico Farmacéutico Biólogo por la UNAM en 1954. Fue la primera mexicana en cursar y concluir el doctorado en Bioquímica, formación que realizó en la Universidad de Wisconsin gracias a una beca de la Fundación Rockefeller, con el impulso del Dr. Guillermo Soberón Acevedo. Posteriormente, llevó a cabo una estancia posdoctoral en biología molecular en la misma universidad. 
En 1967, junto a los doctores Pérez Villaseñor y Alejandro Blanco, fundó el Departamento de Bioquímica de la Facultad de Química de la UNAM, que se convirtió en semillero nacional de investigadores en bioquímica y biología molecular.  Fue en la década de 1970 cuando introdujo por primera vez en México las investigaciones sobre bioquímica vegetal. Su trabajo se enfocó en problemas agroalimentarios mediante el estudio del metabolismo del nitrógeno y del carbono en el maíz, la regulación genética y la productividad bioquímica de las plantas. 
Formadora de generaciones de científicos, impulsó el posgrado en Ciencias Bioquímicas y promovió colaboraciones con el Colegio de Posgraduados de Chapingo, así como la creación de nuevos centros de investigación como el Centro de Investigación y de Estudios Avanzados (CINVESTAV) Irapuato y el Centro de Investigación Científica de Yucatán (CICY).
A lo largo de su trayectoria ha mantenido una activa labor como docente y divulgadora de la ciencia. Fue reconocida por su capacidad para combinar su labor científica con la vida familiar, criando a seis hijos, entre ellos el genetista Gerardo Jiménez Sánchez. 
Fue integrante fundadora de la International Society for Seed Science.

## Premios y reconocimientos
- Premio Nacional de Química “Andrés Manuel del Río” (1983), otorgado por la Sociedad Química de México.
- Profesora Emérita de la Facultad de Química, UNAM (2000).
- Investigadora Emérita del Sistema Nacional de Investigadores (2006).
- Corresponding Member Award, de la American Society of Plant Biologists (Estados Unidos).
- Homenaje institucional por parte de la UNAM por su trayectoria científica y su papel como formadora de profesionistas de excelencia (2023).